# Brachydesmiella caudata
Brachydesmiella caudata är en svampart som beskrevs av V. Rao & de Hoog 1986. Brachydesmiella caudata ingår i släktet Brachydesmiella, divisionen sporsäcksvampar och riket svampar.   Inga underarter finns listade i Catalogue of Life.